# 布加勒斯特条约 (1812年)

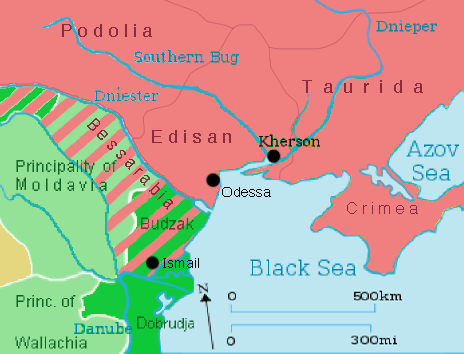

1812年布加勒斯特条约，是1812年5月28日在奥斯曼帝国和俄罗斯帝国之间签订的条约。这一条约结束了1806年到1812年间发生的第七次俄土战争。

## 缔约过程和主要内容
1811年6月到11月，奥斯曼帝国的阿赫迈特帕夏率领的军队两次败于俄国将领米哈伊尔·库图佐夫率领的俄军。库图佐夫一方面围困住奥斯曼帝国军，一方面争取进行和平谈判。英法两国竭力推迟这一条约的达成，但库图佐夫出色地完成了缔约，条约共有十六条和两条秘密条款：
在第四条中，摩尔达维亚公国的东部，位于普鲁特河和德涅斯特河之间的面积达 45,630 平方千米 (后来的比萨拉比亚)的大片土地被奥斯曼帝国割给了俄罗斯帝国。在第六条中，在南高加索地区，奥斯曼帝国放弃了他们对大部分西格鲁吉亚的要求，但保持了对波季和阿纳帕的控制，这些地区本由俄国-格鲁吉亚联军控制。1804年开始，塞尔维亚地区人民发动了第一次塞尔维亚起义，俄罗斯帝国一直对起义给予外交和军事上的支持，但在《布加勒斯特条约》的第八条中，俄罗斯帝国放弃对起义的干涉，让奥斯曼帝国得以放手镇压起义，重新占领了自从1806年就被逐出的贝尔格莱德。

## 和约为两帝国带来的影响
奥斯曼帝国苏丹马哈茂德二世对这一条约非常不满，等阿赫迈特帕夏一回到伊斯坦布尔就将其斩首，但他的确因条约的签订获得了重整内政和军队，恢复因六年的战争濒于崩溃的国计民生，后来在1814-1820年间，奥斯曼帝国重新控制了马其顿、多瑙河附近和瓦拉几亚的大部分地区。
俄国沙皇亚历山大一世批准该条约之后，俄国西南方的压力解除，可以从奥斯曼帝国边界处调出大量军队到国土西部对付即将入侵的法军。条约签署后两周，拿破仑就发动了对俄国的入侵，奥斯曼帝国则没有参加这次入侵。